# Haina (Hesse)
Haina é um município da Alemanha, situado no distrito de Waldeck-Frankenberg, no estado de Hesse. Tem 91,28 km² de área, e sua população em 2019 foi estimada em 3.444 habitantes.